# Stefan Plepp
Stefan Plepp (* 1968 in Wolfen, Kreis Bitterfeld, Bezirk Halle) ist ein deutscher Schauspieler.

## Leben

### Ausbildung
Stefan Plepp ist bereits seit seiner Kindheit und Jugend künstlerisch aktiv. Mit 11 Jahren begann er mit dem Theaterspielen im Jugendtheater der Filmfabrik ORWO Wolfen, geleitet von einer Schauspielerin des Landestheaters Dessau und erlernte verschiedene Instrumente. 1984 begann er eine Schauspielausbildung, die er 1986 wegen seines Wehrdienstes unterbrach. Er studierte zunächst, bevor er sich professionell der Schauspielerei zuwandte, Theoretische und Mathematische Physik an der Technischen Universität Dresden, an der Ruprecht-Karls-Universität Heidelberg und an der Freien Universität Berlin. Seine Universitätslaufbahn schloss er 1996 ab.
Seine Schauspielausbildung absolvierte er parallel zu einer Lehrtätigkeit in Physik und Mathematik an der FU Berlin von 1996 bis 1999 an der Schauspielschule „Die Etage“ in Berlin.

### Theater
Nach seiner Ausbildung spielte er zunächst am Theater am Kurfürstendamm in der Komödie Ein Mann – ein Wort oder: Der 30jährige Krieg an der Seite und unter der Regie von Herbert Herrmann. In der Spielzeit 2000/01 war er festes Ensemblemitglied an der Landesbühne Sachsen-Anhalt, wo er u. a. als Eisenring in Biedermann und die Brandstifter und als Smirnow in Tschechows Einakter Der Bär auftrat.
Von Mai 2002 bis zum Ende der Spielzeit 2007/08 war er am Gerhart-Hauptmann-Theater Görlitz-Zittau engagiert. In dieser Zeit gastierte er u. a. am Schauspiel Erfurt (April/Mai 2003), mehrfach an der Scala Ludwigsburg, u. a. als Marquis von Posa (Don Karlos) und als Truffaldino (Der Diener zweier Herren), und bei der Müritz-Saga (2006).
Seit 2005 ist er Mitglied der Shakespeare Company Berlin, deren Mitinhaber er ist. Er hatte dort zahlreiche Hauptrollen, wie Tybalt/Amme in Romeo und Julia, Petrucchio in Der Widerspenstigen Zähmung, Jago in Othello und Malcolm/Pförtner in Macbeth. Seit 2016 spielt er den Shylock in einer Produktion von Shakespeares Tragikomödie Der Kaufmann von Venedig, mit der er seither auch auf Deutschland-Tournee geht. Bei der Shakespeare Company Berlin war Plepp von 2012 bis 2015 als Kaufmännischer Direktor (Finanzvorstand) tätig. 2017 wurde er von der neu gegründeten Veranstaltergesellschaft der Shakespeare Company „Shakespeare in Grün“ GmbH zu deren Geschäftsführer bestellt.

### Film und Fernsehen
Nach verschiedenen Fort- und Weiterbildungen, u. a. am Institut für Schauspiel, Film- und Fernsehberufe (ISFF) in Berlin und bei der Berliner Schauspiel- und Coaching-Agentur „Die Tankstelle“, steht Plepp verstärkt auch für Film- und Fernsehproduktionen vor der Kamera.
Er arbeitete hierbei mit Regisseuren wie Christian Schwochow, Roland Suso Richter und Dominik Graf zusammen. TV-Rollen hatte er u. a. in den Serien Im Angesicht des Verbrechens (2010), Klinik am Alex (mit Toks Körner als Partner) und Gute Zeiten, schlechte Zeiten (2017). In der 16. Staffel der ZDF-Serie SOKO Wismar (2019) übernahm Plepp eine der Episodenhauptrollen als tatverdächtiger Wismarer Kleinunternehmer und Nachtportier Benjamin Steinmann, dessen Mutter ermordet aufgefunden wurde. Von Oktober 2021 (Folge 3428) bis Mai 2022 (Folge 3555) war Plepp in der 19. Staffel der TV-Serie Rote Rosen in einer Hauptrolle als Bundeswehroffizier Florian Zeese und Ex-Mann der weiblichen Hauptfigur Katrin Zeese (Nicole Ernst) zu sehen.
2016 realisierte er den bei zahlreichen Festivals gezeigten und mit Preisen ausgezeichneten Kurzfilm Va Banque, bei dem er als Autor, Regisseur, Hauptdarsteller (als Lehrer Dr. Rath), Komponist und Produzent verantwortlich war.

### Musik und Privates
Stefan Plepp, der Saxophon, Akkordeon, Klavier und Hammond-Orgel spielt, ist außerdem als Musiker aktiv. Er schrieb die Musik zu verschiedenen Theaterstücken, vertonte Gedichte (u. a. von Tucholsky und Ringelnatz) und tritt mit seiner eigenen Funk-Band auf.
Stefan Plepp lebt in Berlin.

## Filmografie (Auswahl)
- 2007: Terra X: Jäger verlorener Schätze: Der Jahrhundertraub von Quedlinburg (Dokumentarfilm)
- 2009: Kommen, gehen, bleiben (Kurzfilm, Diplomfilm KHM)
- 2010: Im Angesicht des Verbrechens (Fernsehserie)
- 2010; 2011: Anna und die Liebe (Fernsehserie)
- 2012: Klinik am Alex: Gewissensfragen (Fernsehserie, eine Folge)
- 2016: Va Banque (Kurzfilm, auch Drehbuch/Regie)
- 2017: Gute Zeiten, schlechte Zeiten (Fernsehserie)
- 2019: SOKO Wismar: Sicher im Alter (Fernsehserie, eine Folge)
- 2021–2022: Rote Rosen (Fernsehserie)